# Championnat de France FFSA GT 2001
Navigation
édition précédente édition suivante
Le Championnat de France FFSA GT 2001 est la troisième édition du championnat.

## Engagés
| Équipe | Voiture | No. | Pilote | Cat. | Manches |
| ------ | ------- | --- | ------ | ---- | ------- |

| Icône | Catégorie |
| ----- | --------- |
|       |           |

## Calendrier de la saison 2001
| Manche | Manche | Date         | Meeting                                                  | Circuit                       | Lieu        | Région/Pays                  |
| ------ | ------ | ------------ | -------------------------------------------------------- | ----------------------------- | ----------- | ---------------------------- |
| 1      | C1     | 24 mars      | Coupes de Printemps                                      | Circuit Bugatti               | Le Mans     | Pays de la Loire, France     |
| 1      | C2     | 25 mars      | Coupes de Printemps                                      | Circuit Bugatti               | Le Mans     | Pays de la Loire, France     |
| 2      | C1     | 29 avril     | Eurosport Super Racing Weekend Magny-Cours FIA GT / ETCC | Circuit de Nevers Magny-Cours | Magny-Cours | Bourgogne, France            |
| 2      | C2     | 29 avril     | Eurosport Super Racing Weekend Magny-Cours FIA GT / ETCC | Circuit de Nevers Magny-Cours | Magny-Cours | Bourgogne, France            |
| 3      | C1     | 3 juin       | F3 Grand Prix de Pau                                     | Circuit de Pau-Ville          | Pau         | Aquitaine, France            |
| 3      | C2     | 4 juin       | F3 Grand Prix de Pau                                     | Circuit de Pau-Ville          | Pau         | Aquitaine, France            |
| 4      | C1     | 14 juillet   |                                                          | Autodromo Nazionale di Monza  | Monza       | Lombardie, Italie            |
| 4      | C2     | 15 juillet   |                                                          | Autodromo Nazionale di Monza  | Monza       | Lombardie, Italie            |
| 5      | C1     | 8 septembre  |                                                          | Circuit du Val de Vienne      | Le Vigeant  | Poitou-Charentes, France     |
| 5      | C2     | 9 septembre  |                                                          | Circuit du Val de Vienne      | Le Vigeant  | Poitou-Charentes, France     |
| 6      | C1     | 22 septembre | Grand Prix de Nogaro                                     | Circuit Paul Armagnac         | Nogaro      | Midi-Pyrénées, France        |
| 6      | C2     | 23 septembre | Grand Prix de Nogaro                                     | Circuit Paul Armagnac         | Nogaro      | Midi-Pyrénées, France        |
| 7      | C1     | 6 octobre    | Coupes d'Automne                                         | Circuit de Lédenon            | Lédenon     | Languedoc-Roussillon, France |
| 7      | C2     | 7 octobre    | Coupes d'Automne                                         | Circuit de Lédenon            | Lédenon     | Languedoc-Roussillon, France |

## Résultats de la saison 2001
| Manche | Manche | Meeting | Vainqueur Inter | Vainqueur FFSA | Vainqueur Coupe | Vainqueur Trophée |
| ------ | ------ | ------- | --------------- | -------------- | --------------- | ----------------- |
| 1      | C1     |         |                 |                |                 |                   |
| 1      | C1     |         |                 |                |                 |                   |
| 1      | C2     |         |                 |                |                 |                   |
| 1      |        |         |                 |                |                 |                   |